# لورا آگیلار
لورا آگیلار (انگلیسی: Laura Aguilar; ۲۶ اکتبر ۱۹۵۹ – ۲۵ آوریل ۲۰۱۸) عکاس اهل ایالات متحده آمریکا بود. او با خوانش‌پریشی شنوایی متولد شد و شروع خود در عکاسی را به برادرش نسبت داد که به او نشان داد چگونه در اتاق‌های تاریک خود را منطبق و رشد کند. او عکاسی را خودآموز  آموخت، البته در کالج شرقی لس آنجلس بعضی دوره‌های عکاسی را گذراند، و در همانجا دومین نمایشگاه انفرادی او با نام «لورا آگیلار: نشان دهید و بگویید» برگزار شد. قبل از اینکه اصطلاح اینترسکشنالیتی به‌طور معمول استفاده شود، آگیلار هویت عمدتاً نامرئی افراد درشت اندام، دگرباش، کارگران و قهوه‌ای پوستان را در قالب پرتره به تصویر می‌کشید.

## زندگی‌نامه
آگیلار دختر یک پدر مکزیکی-آمریکایی نسل اول بود و مادرش مکزیکی-ایرلندی است. او خوانش‌پریشی شنوایی داشت و به همین دلیل به عکاسی برای رسانه‌ها علاقه پیدا کرد.

## درگذشت
آگیلار بر اثر عوارض ناشی از دیابت در خانه سالمندان لانگ بیچ، کالیفرنیا، مرکز مراقبت کولونیال، در سن ۵۸ سالگی درگذشت.